# میزباخ
شهر میزباخ (به آلمانی: Miesbach) در ایالت بایرن در کشور آلمان واقع شده‌است.